# TU Delft Hortus Botanicus
De TU Delft Hortus Botanicus, tot 2022 Botanische Tuin TU Delft, is een hortus botanicus die deel uitmaakt van de Technische Universiteit in Delft. De hortus is in 1917 door Gerrit van Iterson opgericht als 'Cultuurtuin voor Technische Gewassen'. De organisatie is aangesloten bij Botanic Gardens Conservation International en de Nederlandse Vereniging van Botanische Tuinen. Er ligt op een kilometer afstand het Arboretum-Heempark Delft, maar dat is geen onderdeel van de Hortus Botanicus.
De tuin is 2,5 hectare groot en bestaat uit een:
- Bomentuin
- Middentuin met eenjarige bloemplanten
- kruiden- en genotsplantentuin
- Kassencomplex

Het kassencomplex herbergt onder andere Victoria cruziana, een paradijsvogelbloem, een grote Passiflora edulis f. edulis en collecties orchideeën, cactussen en andere succulenten.
De botanische tuin beheert namens de Stichting Nationale Plantencollectie de volgende nationale plantencollecties:
- Technische gewassen
- Hamamelidaceae, toverhazelaars
- Marantaceae, onder andere arrowroot
- Musaceae, banaanachtigen

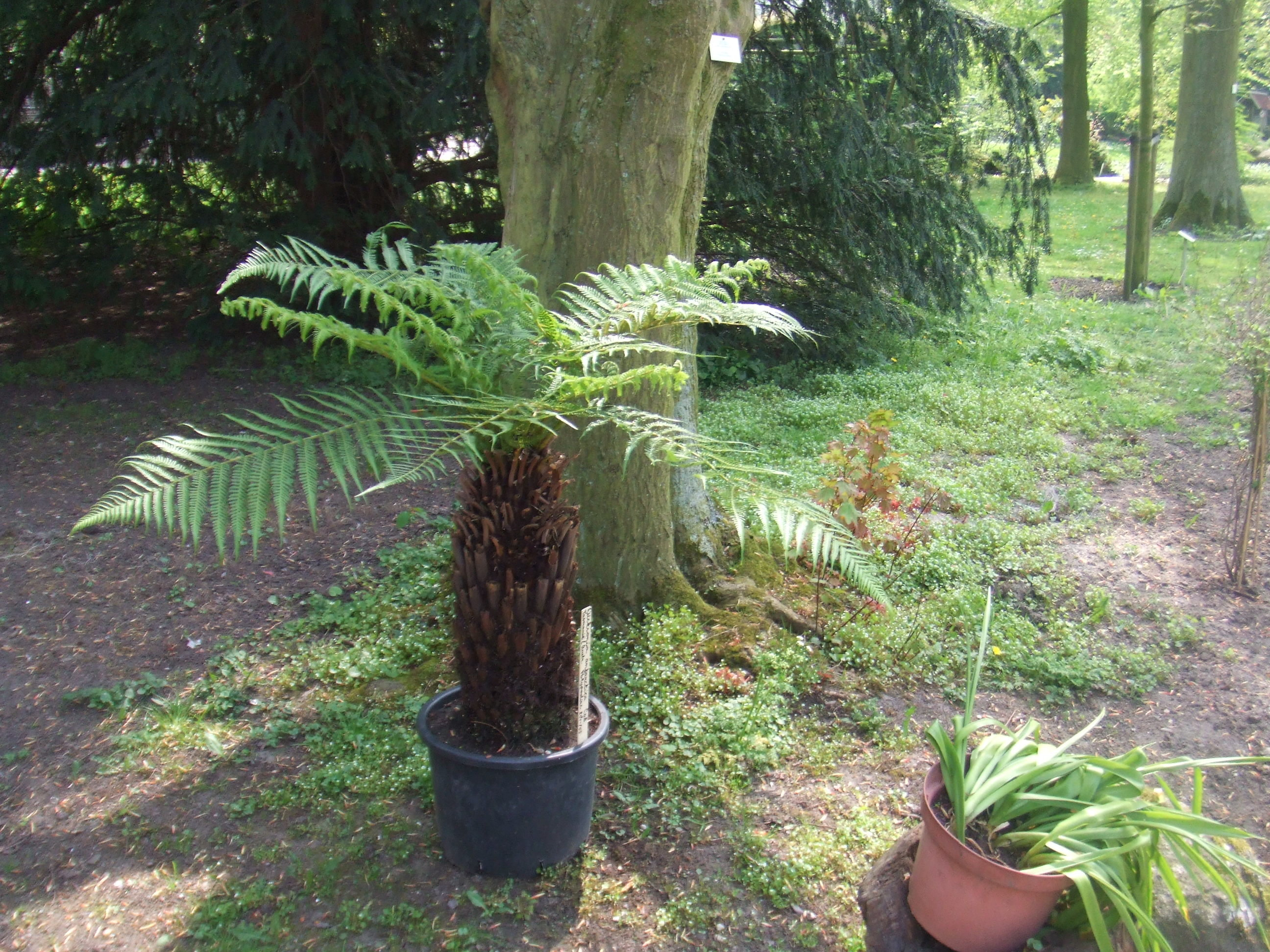
Tasmaanse boomvaren in de botanische tuin
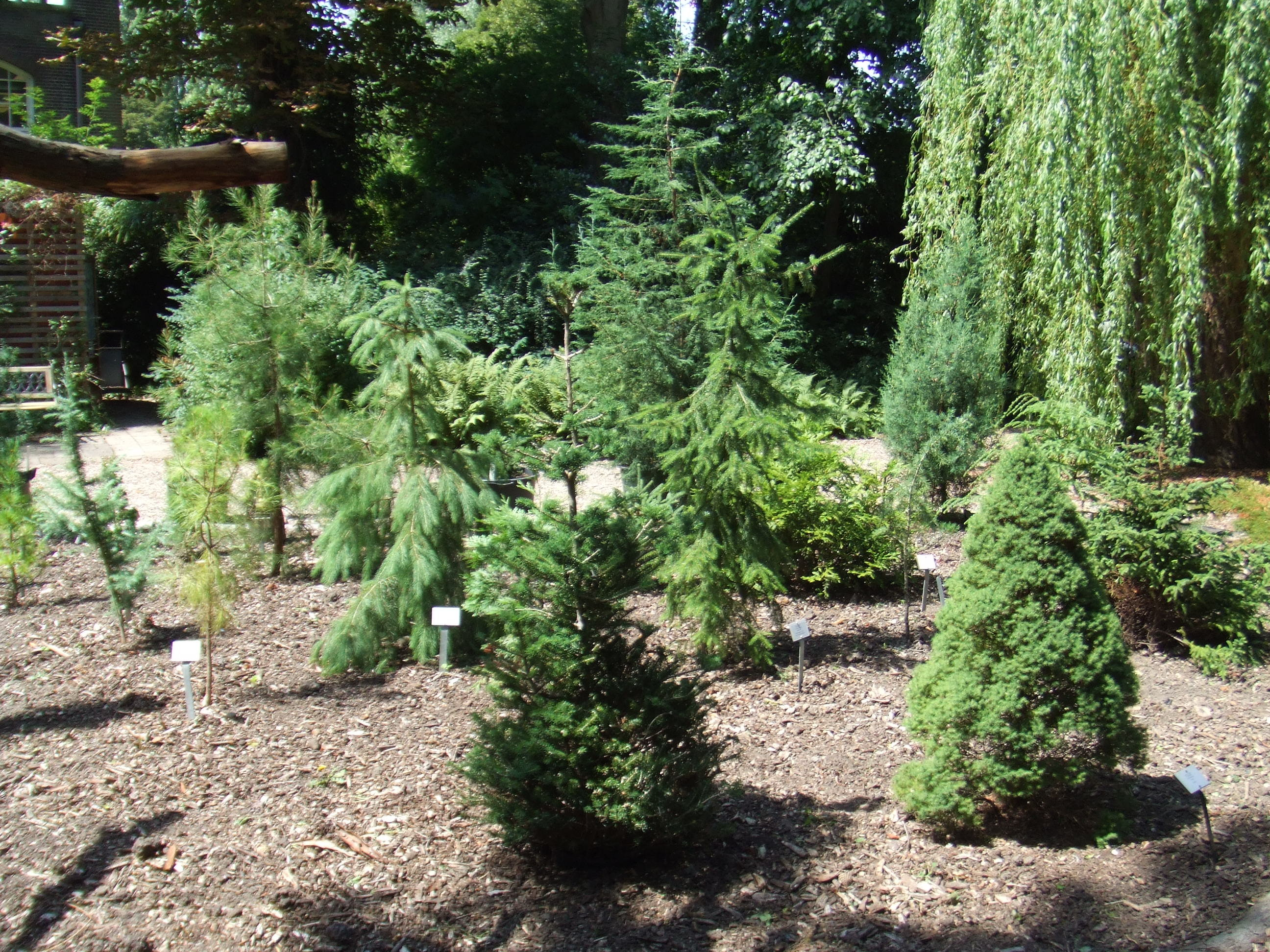
Bomentuin

## Websites
- De Hortus Botanicus